# Felix Dirsch

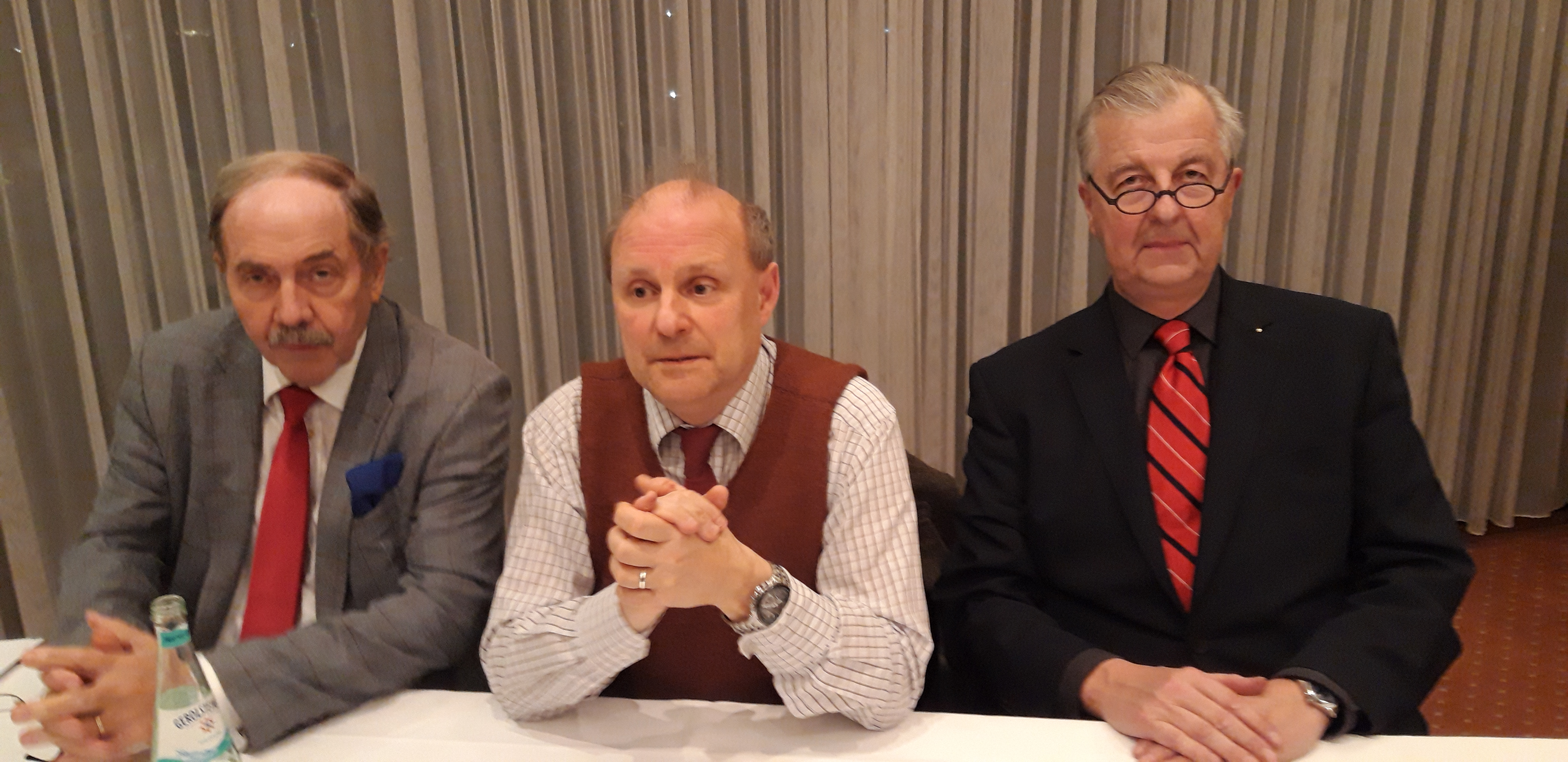
Felix Dirsch (Mitte) im Rahmen eines Thesenreferats am 6. Dezember 2018 in Bonn zum Thema „Rechtes Christentum“

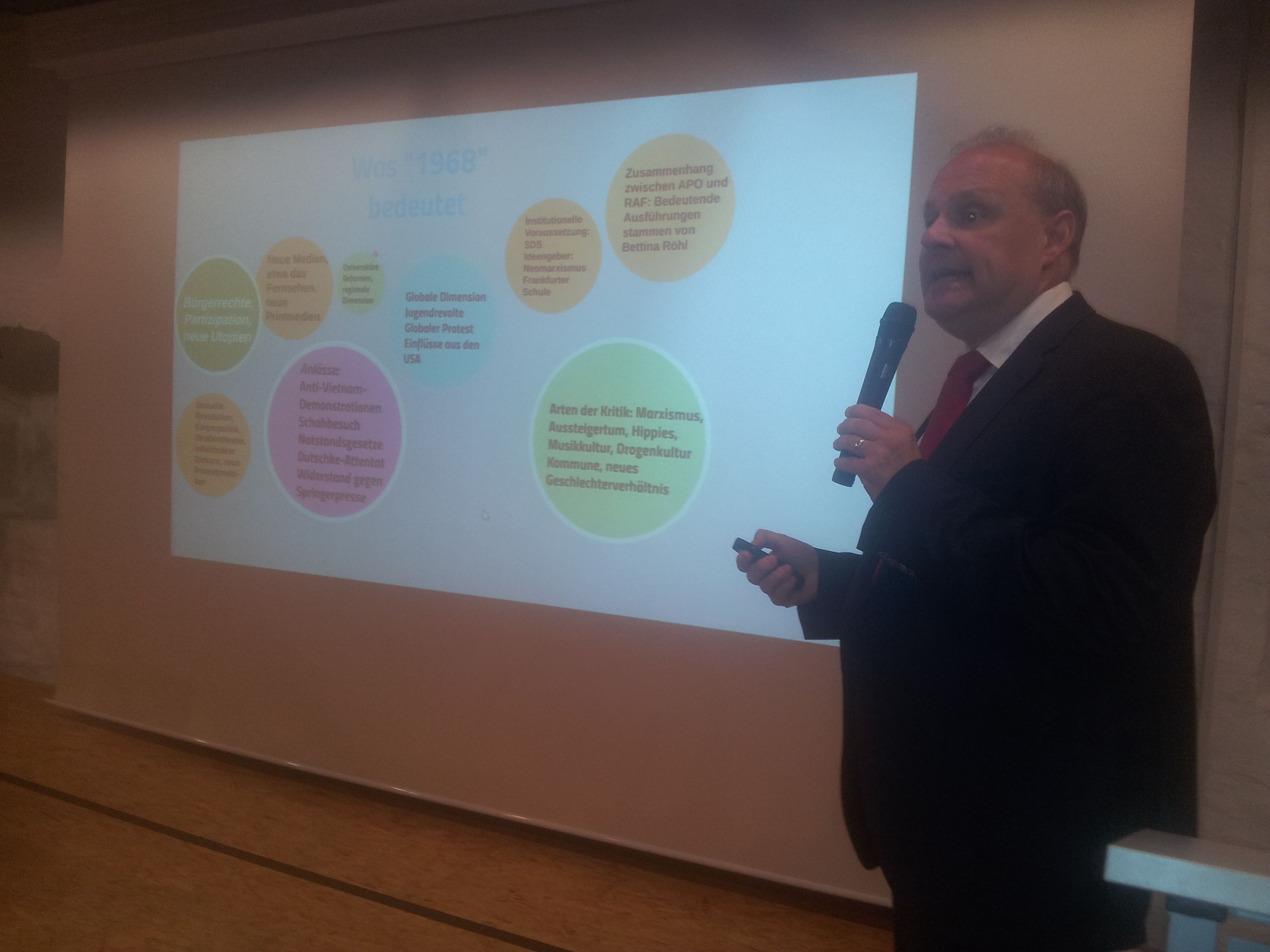
Dirsch im Rahmen eines Vortrages zum Thema „1968 – 50 Jahre danach“ am 16. Juni 2018 in Ingolstadt

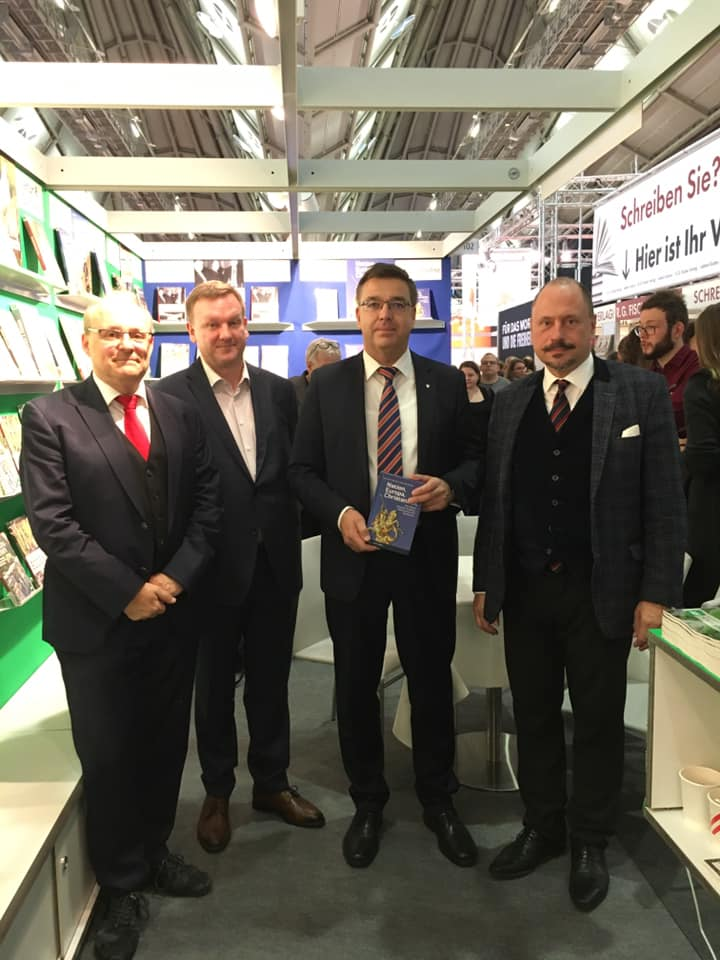
Felix Dirsch (links) bei der Vorstellung des Sammelbandes „Nation, Europa, Christenheit“ auf der Frankfurter Buchmesse 2019

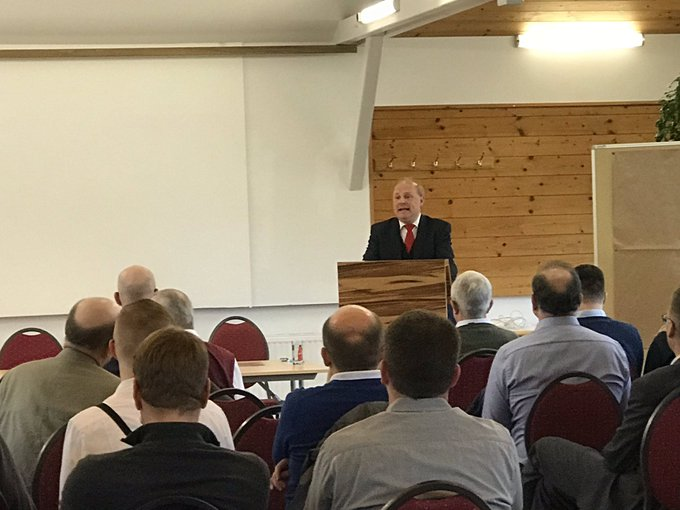
Vortrag zum Thema „Der Volksbegriff im Wandel der abendländischen Tradition“ in Semriach bei Graz am 24. November 2019

Felix Dirsch (* 1967 in Erding) ist ein deutscher katholischer Theologe und Politikwissenschaftler.

## Leben
Nach dem Abitur 1987 studierte Dirsch von 1988 bis 1995 katholische Theologie an der Ludwig-Maximilians-Universität München und von 1992 bis 1997 Politikwissenschaft an der Hochschule für Politik München; beide Studien schloss er mit dem Diplom ab. Von 1993 bis 1995 war er Stipendiat der Hanns-Seidel-Stiftung, von 1994 bis 1996 wissenschaftlicher Assistent von Hans Maier am Lehrstuhl für Christliche Weltanschauung, Religions- und Kulturtheorie (Romano-Guardini-Lehrstuhl) der LMU München. Von 1996 bis 1998 war Dirsch als Vertretungslehrer tätig. Neben der Arbeit im Schuldienst wirkte er über einen längeren Zeitraum nebenberuflich in der Erwachsenenbildung. 2006 wurde er mit einer Arbeit zum Thema Solidarismus und Sozialethik. Ansätze zur Neuinterpretation einer modernen Strömung der katholischen Sozialphilosophie von der Hochschule für Philosophie München promoviert.
Dirsch ist Autor mehrerer Bücher. Er ist Mitglied des Vereins OMCT-Tempelritterorden e.V. und verfasst Artikel für dessen Zeitschrift. Er schreibt vornehmlich für neurechte Medien wie Criticón, Junge Freiheit, Götz Kubitscheks Sezession, Neue Ordnung und die katholische Tagespost. Stammautor ist er unter anderem bei der vom Institut für Gesellschaftswissenschaften Walberberg e.V. herausgegebenen katholisch-konservativen Zeitschrift Die Neue Ordnung. Dirsch war Referent bei studentischen Verbindungen, etwa der Burschenschaft Germania Halle zu Mainz, der Wissenschaftlichen Verbindung Palladia, der Münchner Burschenschaft Danubia und der Aachener Burschenschaft Alania. Im Rahmen der Akademie-Veranstaltungen des Instituts für Staatspolitik trat Dirsch mehrmals als Redner auf. Laut der Landesregierung Sachsen-Anhalt gilt Dirsch aufgrund seiner Teilnahme an einer zentralen Veranstaltung „als Sympathisant des Vereins für Staatspolitik e.V.“
2012/2013, 2014 und 2015 war er Lehrbeauftragter an der Hochschule für Politik München.
Dirschs Texte beschäftigen sich unter anderem mit dem Thema Kirche und Rechtspopulismus, der Corona-Krise, der Migrationsthematik und einem vermeintlichen Umbruch der Weltordnung in der Gegenwart. Der Politikwissenschaftler Markus Linden zählt Dirsch zu jenen Akteuren der Rechten, deren apokalyptische Weltdeutung einen „Kulturkrieg“ rechtfertigen solle. Dirschs Rede von einer auf das Freimaurertum zurückzuführenden „neuen Weltordnung“ wird von Linden als „rechtskatholisch“ beschrieben.
Dirsch fungiert als Obmann des 2023 gegründeten Vereins „Europa aeterna“.

## Schriften (Auswahl)
- Die Rechte der Menschheit in den Kodifikationen der Aufklärung (Beiträge zur wissenschaftlichen Diskussion, herausgegeben von der Hanns-Seidel-Stiftung [Förderungswerk], Nr. 17), München 1997, ISSN 0940-5798.
- hrsg. mit Hartmuth Becker, Stefan Winckler: Die 68er und ihre Gegner. Der Widerstand gegen die Kulturrevolution. Stocker, Graz 2003, ISBN 3-7020-1005-X. [2. Auflage, 2004]
- Solidarismus und Sozialethik. Ansätze zur Neuinterpretation einer modernen Strömung der katholischen Sozialphilosophie (= Schriften des Instituts für Christliche Sozialwissenschaften der Westfälischen Wilhelms-Universität Münster, Band 55). Lit-Verlag, Berlin 2006, ISBN 978-3-8258-9661-4.
- „...lebt von Voraussetzungen, die er selbst nicht garantieren kann“. Lesarten und Interpretationsprobleme der Böckenförde-Doktrin, in Zeitschrift für Politik (Hochschule für Politik) 2/2009, S. 123–141.
- Authentischer Konservatismus. Studien zu einer klassischen Strömung des politischen Denkens (= Politikwissenschaft, Band 185). Lit-Verlag, Berlin 2012, ISBN 978-3-643-11530-0.
- hrsg. mit Volker Kempf: Die europäische Union. Perspektiven mit Zukunft? Hess, Bad Schussenried 2012, ISBN 978-3-87336-419-6.
- gemeinsam mit Konrad Löw: München war anders. Das NS-Dokumentationszentrum und die dort ausgeblendeten Dokumente. Geleitwort Alfred Grosser. Reinbek 2016, ISBN 978-3-95768-182-9.
- hrsg. mit Volker Münz, Thomas Wawerka: Rechtes Christentum? Der Glaube im Spannungsverhältnis von nationaler Identität, Populismus und Humanitätsgedanken, Ares-Verlag, Graz 2018, ISBN 978-3-99081-004-0
- hrsg. mit Volker Münz, Thomas Wawerka: Nation, Europa, Christenheit: Der Glaube zwischen Tradition, Säkularismus und Populismus, Ares-Verlag, Graz 2019, ISBN 978-3-99081-020-0
- gemeinsam mit Konrad Löw: Die Stimmen der Opfer. Zitatelexikon der deutschsprachigen jüdischen Zeitzeugen zum Thema: Die Deutschen und Hitlers Judenpolitik, Berlin 2020
- Rechtskatholizismus. Vertreter und geschichtliche Grundlinien – ein typologischer Überblick, Romeon Verlag, Jüchen 2020, ISBN 978-3-96229-193-8.
- hrsg. mit David Engels: Gebrochene Identität? Christentum, Abendland und Europa im Wandel, Gerhard Hess Verlag, Bad Schussenried 2022, ISBN 978-3-87336-739-5.
- Logiken des Wandels, Teil 1, Verlagshaus Schlosser, Pliening 2023, ISBN 978-3-96200-727-0.
- Logiken des Wandels, Teil 2, Verlagshaus Schlosser, Pliening 2023, ISBN 978-3-7581-0000-0.
- hrsg.: Der Great Reset: Eine verschwörungstheoretische Chiffre? Gerhard Hess Verlag, Uhingen 2024, ISBN 978-3-87336-837-8.